# Trimerogastra cincta
Trimerogastra cincta är en tvåvingeart som beskrevs av Friedrich Georg Hendel 1914. Trimerogastra cincta ingår i släktet Trimerogastra och familjen vattenflugor. Inga underarter finns listade i Catalogue of Life.